# Džungľa
Džungľa (in ungherese Kassa-Dzsungel) è un quartiere, con autonomia a livello di comune, della città di Košice, capoluogo della regione omonima della Slovacchia, facente parte del distretto di Košice I.